# Campeonato Minuano de Fútbol
El Campeonato Minuano de Fútbol es un torneo regional de este deporte con centro en la ciudad uruguaya de Minas. Se disputa desde 1918 en el mismo año que se funda la Liga Departamental de Fútbol antecesora de la actual Liga Minuana de Fútbol de Lavalleja que lo organiza desde 1973. En el primer campeonato participan los clubes fundadores: Central, Lavalleja, Nacional, River Plate y Uruguayo, quedando el título para el primero. De las 5 instituciones del primer torneo sólo continúan afiliados Lavalleja y Nacional. 
Hubo una Liga antecesora fundada el 6 de mayo de 1910 por Albion, Central, Oriental, Salus y Unión, pero solo tuvo dos torneos. En 1910 fue campeón Central y en 1911 el certamen no culminó y la liga fue disuelta.

## Actualidad
En los últimos años existe una única división y el formato de disputa es en dos fases: un torneo Apertura y un Clausura. Si un club gana ambas fases obtiene el campeonato automáticamente; en caso de ser equipos distintos los ganadores disputan una semifinal, en la que el ganador enfrenta al campeón de la Tabla Anual. Antiguamente cuando el número de clubes afiliados era mayor existió una divisional “B”.

## Equipos participantes
| Club                              | Ciudad            | Estadio                       |
| --------------------------------- | ----------------- | ----------------------------- |
| Club Atlético Barrio Olímpico     | Minas             | Parque Walter Montero         |
| Club Atlético Estación            | Minas             | La Bombonera Roja             |
| Club Social y Deportivo Granjeros | Villa del Rosario | Cancha de Granjeros           |
| Club Atlético Las Delicias        | Minas             | Cancha de Las Delicias        |
| Lavalleja Fútbol Club             | Minas             | Parque Alfredo García Montero |
| Club Atlético Lito                | Minas             | Parque Artigas                |
| Club Nacional de Fútbol           | Minas             | Cancha de Nacional            |
| Club Atlético Olimpia             | Minas             | Jardines de la Usina          |
| Club Sportivo Minas               | Minas             | Cancha de Sportivo Minas      |

## Lista de campeones[3]
| Año  | Campeón        |
| ---- | -------------- |
| 1918 | Central        |
| 1919 | Central        |
| 1920 | Central        |
| 1921 | Peñarol        |
| 1922 | Lavalleja      |
| 1923 | Peñarol        |
| 1924 | Central        |
| 1925 | Nacional       |
| 1926 | Lavalleja      |
| 1927 | Olimpia        |
| 1928 | Peñarol        |
| 1929 | Central        |
| 1930 | Sportivo Minas |
| 1931 | Sportivo Minas |
| 1932 | no se disputó  |
| 1933 | no se disputó  |
| 1934 | Sportivo Minas |
| 1935 | Olimpia        |
| 1936 | Estación       |
| 1937 | Sportivo Minas |
| 1938 | Sportivo Minas |
| 1939 | Central        |
| 1940 | Central        |
| 1941 | Central        |
| 1942 | Central        |
| 1943 | Estación       |
| 1944 | Estación       |
| 1945 | Estación       |
| 1946 | Nacional       |
| 1947 | Estación       |
| 1948 | Central        |
| 1949 | Nacional       |
| 1950 | Estación       |
| 1951 | no se disputó  |

| Año  | Campeón         |
| ---- | --------------- |
| 1952 | Estación        |
| 1953 | no se disputó   |
| 1954 | no culminó      |
| 1955 | Sportivo Minas  |
| 1956 | Barrio Olímpico |
| 1957 | Barrio Olímpico |
| 1958 | Olimpia         |
| 1959 | Barrio Olímpico |
| 1960 | Barrio Olímpico |
| 1961 | Barrio Olímpico |
| 1962 | Barrio Olímpico |
| 1963 | Nacional        |
| 1964 | Las Delicias    |
| 1965 | Las Delicias    |
| 1966 | Nacional        |
| 1967 | Central         |
| 1968 | Sportivo Minas  |
| 1969 | Lavalleja       |
| 1970 | Guaraní         |
| 1971 | Sportivo Minas  |
| 1972 | Nacional        |
| 1973 | Nacional        |
| 1974 | Granjeros       |
| 1975 | Las Delicias    |
| 1976 | Barrio Olímpico |
| 1977 | Guaraní         |
| 1978 | Guaraní         |
| 1979 | Granjeros       |
| 1980 | Guaraní         |
| 1981 | Barrio Olímpico |
| 1982 | Nacional        |
| 1983 | Olimpia         |
| 1984 | Estación        |
| 1985 | Sportivo Minas  |

| Año  | Campeón         |
| ---- | --------------- |
| 1986 | Nacional        |
| 1987 | Sportivo Minas  |
| 1988 | Sportivo Minas  |
| 1989 | Olimpia         |
| 1990 | Las Delicias    |
| 1991 | Olimpia         |
| 1992 | Las Delicias    |
| 1993 | Las Delicias    |
| 1994 | Nacional        |
| 1995 | Sportivo Minas  |
| 1996 | Nacional        |
| 1997 | Guaraní         |
| 1998 | Sarandí         |
| 1999 | Guaraní         |
| 2000 | Olimpia         |
| 2001 | Olimpia         |
| 2002 | Nacional        |
| 2003 | Las Delicias    |
| 2004 | Barrio Olímpico |
| 2005 | Las Delicias    |
| 2006 | Las Delicias    |
| 2007 | Nacional        |
| 2008 | Olimpia         |
| 2009 | Estación        |
| 2010 | Guaraní Sarandí |
| 2011 | Las Delicias    |
| 2012 | Guaraní Sarandí |
| 2013 | Barrio Olímpico |
| 2014 | Nacional        |
| 2015 | Lito            |
| 2016 | Lavalleja       |
| 2017 | Lavalleja       |
| 2019 | Barrio Olímpico |
| 2020 | no se disputó   |

| Año  | Campeón         |
| ---- | --------------- |
| 2021 | Olimpia         |
| 2022 | Lavalleja       |
| 2023 | Lavalleja       |
| 2024 | Barrio Olímpico |

## Títulos por equipos[4]
| Títulos | Club                          |
| ------- | ----------------------------- |
| 14      | Nacional                      |
| 11      | Sportivo Minas                |
| 11      | Central                       |
| 11      | Barrio Olímpico               |
| 10      | Las Delicias                  |
| 10      | Estación                      |
| 10      | Olimpia                       |
| 7       | Lavalleja                     |
| 6       | Guaraní                       |
| 3       | Peñarol                       |
| 2       | Granjeros (Villa del Rosario) |
| 2       | Guaraní-Sarandí               |
| 1       | Sarandí                       |
| 1       | Lito                          |

- Central y Peñarol están desafiliados de la L.M.F.L..
- Guaraní-Sarandí como fusión obtuvo 2 títulos, anteriormente Guaraní había conquistado 6 títulos y Sarandí 1.